# Рехидор (город)
Рехидор (исп. Regidor) — город и муниципалитет на севере Колумбии, на территории департамента Боливар.

## История
До прибытия испанцев территория муниципалитета была населена карибами. Поселение, из которого позднее вырос город, было основано в 1860 году. Муниципалитет Рехидор был выделен в отдельную административную единицу в 1995 году.

## Географическое положение

Муниципалитет Рехидор

Город расположен в восточной части департамента, на левом берегу реки Магдалена, на расстоянии приблизительно 261 километра к юго-востоку от города Картахена, административного центра департамента. Абсолютная высота — 19 метров над уровнем моря.

Муниципалитет Рехидор граничит на северо-западе с территорией муниципалитетов Эль-Пеньон, на юго-западе — с муниципалитетом Сан-Мартин-де-Лоба, на юге — с муниципалитетом Рио-Вьехо, на северо-востоке и востоке — с территорией департамента Сесар. Площадь муниципалитета составляет 396 км².

## Население
По данным Национального административного департамента статистики Колумбии, совокупная численность населения города и муниципалитета в 2015 году составляла 10 489 человек.
Динамика численности населения муниципалитета по годам:
| 2005 | 2006 | 2007 | 2008 | 2009 | 2010 | 2011 | 2012 | 2013   | 2014   | 2015   |
| ---- | ---- | ---- | ---- | ---- | ---- | ---- | ---- | ------ | ------ | ------ |
| 8796 | 8960 | 9108 | 9265 | 9424 | 9592 | 9762 | 9937 | 10 108 | 10 304 | 10 489 |

Согласно данным переписи 2005 года мужчины составляли 52,6 % от населения Рихидора, женщины — соответственно 47,4 %. В расовом отношении белые и метисы составляли 74,1 % от населения города; негры, мулаты и райсальцы — 25,9 %.
Уровень грамотности среди всего населения составлял 88,5 %.

## Экономика
Основу экономики Рехидора составляет сельское хозяйство.

74,3 % от общего числа городских и муниципальных предприятий составляют предприятия торговой сферы, 12,9 % — промышленные предприятия, 10 % — предприятия сферы обслуживания, 2,8 % — предприятия иных отраслей экономики.